# 越南控股
越南控股有限公司，簡稱越南控股（英語：GR Vietnam Holdings Limited，港交所除牌時0139.HK），在2000年9月25日，由預發集團有限公司更名而來，也就是前身為「139控股有限公司」。
當時是金源米業國際有限公司旗下，也就是當時業務是化工、越南便利店等行業，但由於回報率緩慢，而且長期嚴重虧損，於是在2010年出售給黃皓，而在2010年11月9日，更名為中國微電子科技集團有限公司至今，也就是開始轉為經營電子業務。

## 連結
- icubetech.com.hk